# ルイス・チキージョ
ルイス・ダニエル・チキージョ・レデスマ（Luis Daniel Chiquillo Ledesma , 1999年1月2日 - ）は、ベネズエラ・ミランダ州カラカス出身のプロサッカー選手。リーガFUTVEのモナガスSCに所属している。ポジションはMF。

## 来歴
2017年にアトレティコ・ベネズエラのトップチームに昇格し、同年の国内リーグ開幕戦となった1月30日のメトロポリターノスFC戦で、プロデビュー戦で先発出場。同年シーズンはリーグ戦30試合に出場し、27試合で先発するなど、1年目でチームの中心を担ったが、翌2018年シーズンは12試合の出場で終了。2019年1月1日にモナガスSCに移籍。同年シーズンはリーグ戦19試合に出場。国内カップ戦コパ・ベネズエラでは決勝戦まで進んだものの、サモラFCに敗れた。

## 代表経歴
2019年にチリで開催された南米ユース選手権に、U-20のベネズエラ代表として出場した。